# Sigrid Ulbricht
Sigrid Ulbricht, geborene Sigrid Heimann (* 25. Juli 1958 in Klötze), ist eine ehemalige deutsche Weitspringerin, die für die DDR startete.

## Leben
Bei den Olympischen Sommerspielen 1980 in Moskau wurde sie Siebte. 1981 gewann sie Silber bei den Leichtathletik-Halleneuropameisterschaften in Grenoble und siegte beim Europacup in Zagreb und beim Weltcup in Rom.
1980, 1981 und 1984 wurde sie DDR-Vizemeisterin im Freien und 1981 in der Halle.
Sigrid Ulbricht startete für den SC Magdeburg. In den nach der Wende öffentlich gewordenen Unterlagen zum Staatsdoping in der DDR fand sich bei den gedopten Sportlerinnen auch der Name von Ulbricht.
Ihre Tochter ist die Handball-Nationalspielerin Anne Ulbricht.

## Persönliche Bestleistungen
- Freiluft: 6,89 m, 9. August 1981, Jena
- Halle: 6,66 m, 21. Februar 1981, Grenoble